# أوليائية (فرقة)
الأوليائية فرقة من الصوفية المبطلة يقولون متى وصل العبد إلى مرتبة الولاية فإنه يعلو عن رتبة خطاب. ويقولون ما لم يصل الإنسان إلى مرتبة الولاية فهو خاضع لمرتبة الخطاب، ويفضلون الولي على النبي. قال الجرجاني وظاهر هذا الاعتقاد كفر محض وضلالة بعيدة.